# John Bauer

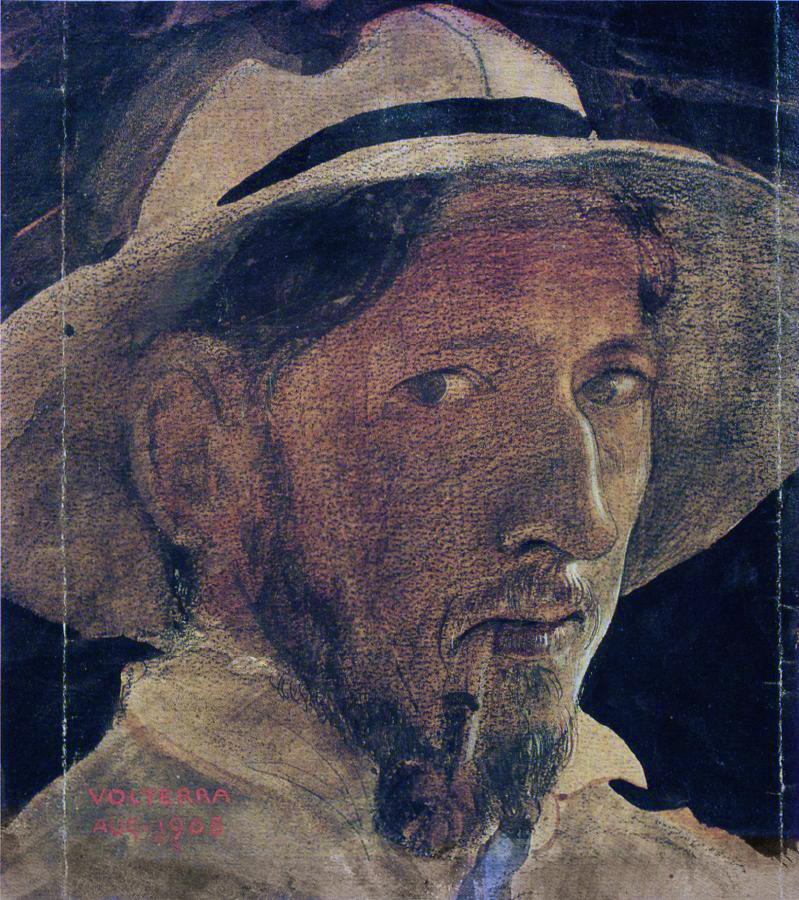
John Bauer (Selbstporträt, 1908)

John Bauer (Aussprache [ˌ ʝɔːn ˈbɑu̯əɹ], * 4. Juni 1882 in Jönköping; † 20. November 1918 auf dem Vättern) war ein schwedischer Künstler, Maler und Illustrator.

## Leben
John Bauer wurde 1882 als Sohn des bayerischen Metzgers Joseph Bauer und dessen Ehefrau Emma geboren. Sein Vater war 1863 aus Bayern nach Schweden ausgewandert und hatte seine Frau Emma Wadell in Jönköping kennengelernt.
Nachdem Bauer sich 1898 als 16-Jähriger vergeblich um eine Ausbildung an der Kunstakademie in Stockholm beworben hatte – er war zu jung –, begann er zunächst eine Lehre in Althins Målarskola, welche erst zwei Jahre zuvor von Caleb Althin gegründet worden war. Im Herbst 1900 wurde Bauer schließlich an der Kunstakademie angenommen. Im selben Jahr begann auch Ester Ellquist, die sechs Jahre später Bauers Ehefrau wurde, ihr Studium an der Kunstakademie. 
Schon als Student nahm Bauer immer wieder Aufträge für Illustrationen an. 1907 bekam er den Auftrag, die Märchenband-Reihe Bland Tomtar och troll (Unter Wichteln und Trollen) zu illustrieren. Die Arbeit an diesem Werk machte Bauer zum bekanntesten schwedischen Märchen-Illustrator. Der Stil seiner Zeichnungen wurde von vielen nachfolgenden Illustratoren übernommen, seine charakteristische Darstellung von Trollen findet sich noch heute in vielen Märchenbüchern.
Bei einem Schiffsunglück im November 1918 ertranken Bauer, seine Frau und der dreijährige Sohn Bengt auf dem Vättersee bei einer Fahrt mit dem Kanalboot Per Brahe.